# Nookap Island
Nookap Island är en ö i Kanada.   Den ligger i territoriet Nunavut, i den nordöstra delen av landet, 3 400 km norr om huvudstaden Ottawa. Arean är 1,8 kvadratkilometer.
Terrängen på Nookap Island är platt. Öns högsta punkt är 58 meter över havet. Den sträcker sig 1,9 kilometer i nord-sydlig riktning, och 2,1 kilometer i öst-västlig riktning.